# Selska Gora
Selska Gora este o localitate din comuna Mirna, Slovenia, cu o populație de 19 locuitori.